# Roblox Corporation
Roblox Corporation — американська компанія, розробник гри Roblox. Базується в місті Сан-Матео штату Каліфорнія.

## Історія

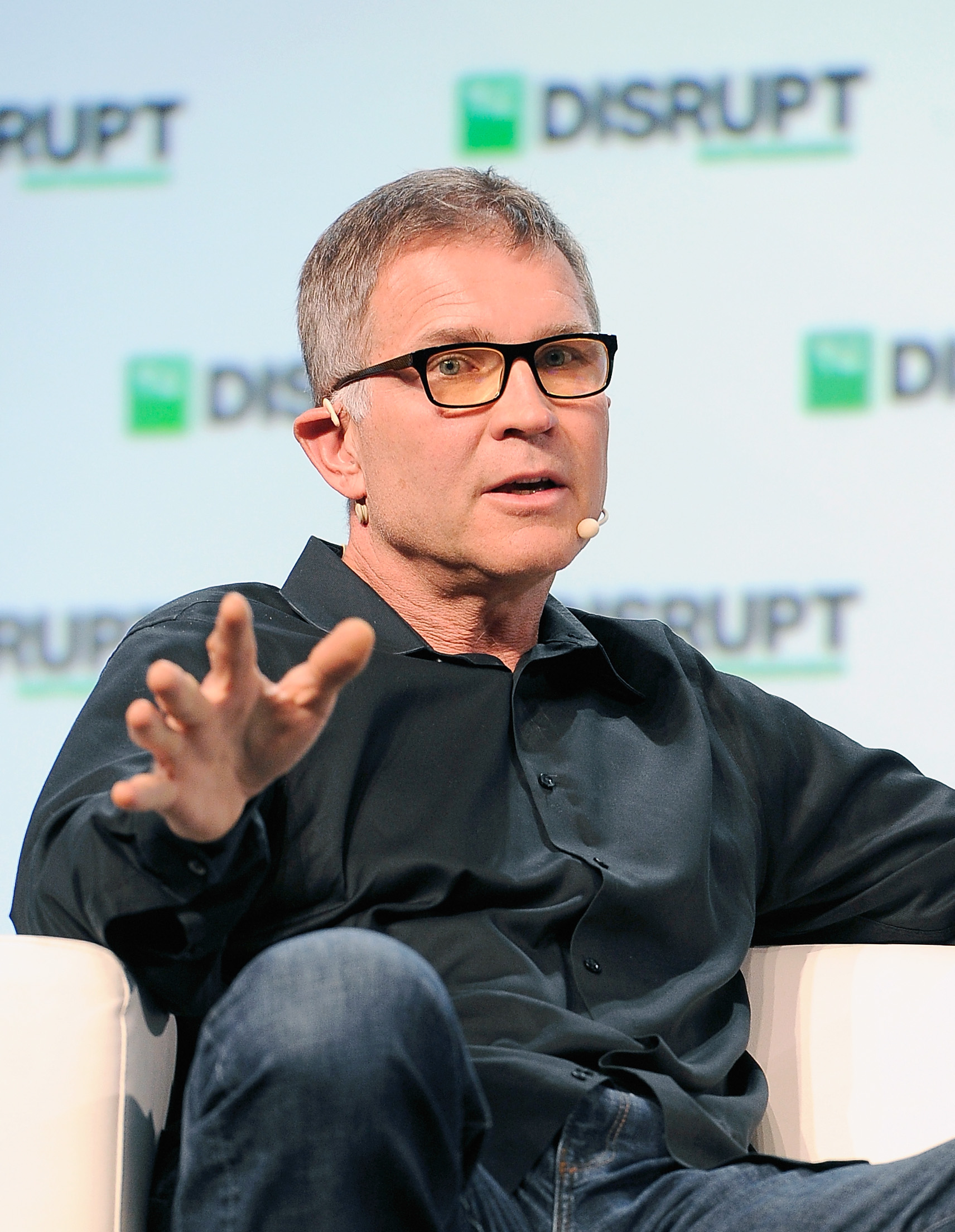
Девід Башуцкі — співзасновник і гендиректор Roblox Corporation, 2018

Roblox Corporation заснували Девід Башуцкі та Ерік Кассель. У 1989 році Башуцкі вже заснував компанію Knowledge Revolution, що займається розробкою освітнього програмного забезпечення. Того року через компанію він і Кассель розробили Interactive Physics, двовимірну симуляцію фізики. Knowledge Revolution продовжила вдосконалювати разом із Working Model, які імітували механічні пристрої. Зрештою компанія була придбана в грудні 1998 року за 20 мільйонів доларів MSC Software, де Башуцкі та Кассель отримали керівні посади. Башуцкі був віцепрезидентом і генеральним директором компанії з 2000 по 2002 рік, коли він залишив MSC Software, аби заснувати Baszucki & Associates, ангельську інвестиційну компанію. Він і Кассель заснували Roblox Corporation у 2004 році. Працюючи в офісі в Менло-Паркові, вони почали попередню роботу над відеогрою DynaBlocks, яка була випущена в бета-версії пізніше того ж року. У 2005 році назву гри було змінено на Roblox, а офіційно гра була випущена 1 вересня 2006 року.
Кассель помер від раку 11 лютого 2013 року. У грудні 2013 року в Roblox Corporation було 68 співробітників, а до грудня 2016 року кількість співробітників збільшилася до 163. У березні 2017 року компанія забезпечила інвестиції в розмірі 82 мільйонів доларів через раунд фінансування під керівництвом Meritech Capital Partners та Index Ventures. Очікуючи міжнародну експансію, Roblox Corporation заснувала Roblox International і найняла Кріса Мізнера на посаду її президента в травні 2018 року. Під керівництвом Мізнера Roblox було запущено китайською мовою (у партнерстві з Tencent), німецькою та французькою мовами у 2019 році. До вересня 2018 року Roblox Corporation найняла Дена Вільямса (раніше Dropbox), щоб перевести Roblox зі стороннього сервісу хмарних обчислень на власний. У жовтні 2018 року компанія придбала PacketZoom, розробника програмного забезпечення для оптимізації стільникового зв'язку. PacketZoom, разом із його співробітниками, засновниками та головним техдиректором Четаном Ахуджа, було об'єднано з Roblox Corporation.
Раунд фінансування «серії G» у лютому 2020 року під керівництвом Andreessen Horowitz залучив 150 мільйонів доларів для Roblox Corporation і оцінив компанію в 4 мільярди доларів. До жовтня 2020 року Roblox Corporation почала планувати стати публічною компанією, оцінюючи, чи проводити регулярну первинну публічну пропозицію (ППП) чи використовувати менш поширений метод прямого лістингу. Пізніше, того ж місяця компанія подала заявку до комісії з цінних паперів і бірж США (SEC) на підготовку до ППП на суму 1 мільярд доларів з метою розміщення на Нью-Йоркській фондовій біржі.(NYSE) з тикером «RBLX». На той час у компанії було понад 830 штатних працівників і 1700 «агентів довіри та безпеки». У грудні 2020 року компанія придбала Loom.ai, компанію, яка створює 3D-аватари з фотографій. У січні 2021 року Roblox Corporation оголосила, що буде проводити прямий лістинг замість (ППП). Комісія з цінних паперів і бірж США також попросила, щоб Roblox Corporation змінила спосіб звітування про продажі своєї віртуальної валюти Robux.. У тому ж місяці Altimeter Capital і Dragoneer Investment Group очолив раунд фінансування «серії H», який оцінив компанію в 29,5 мільярдів доларів. Нью-Йоркська фондова біржа (НЙФБ) схвалила прямий лістинг акцій Roblox Corporation класу A до лютого 2021 року. Акції почали торгуватися 10 березня того ж року, причому початкова покупка дала оцінку компанії приблизно в 41,9 мільярда доларів. У серпні 2021 року Roblox Corporation придбала платформи онлайн-комунікації Bash Video та Guilded, заплативши за останню 90 мільйонів доларів готівкою та акціями.